# Södermanlands runinskrifter 133
Södermanlands runinskrifter 133 är en vikingatida runsten av gråsten i Väringe, Lids socken och Nyköpings kommun. Runstenen är 1,3 meter hög och 0,6 meter bred. Runhöjden är 5-8 centimeter. Inskriften är skriven med lönnskrift.

## Inskriften
Translitterering av runraden:
× aiti × ris × isn : a͡þis iʀ a͡ta × hiu sbiku
Normalisering till runsvenska:
Ætti ræist stæin þennsa æftiʀ Atta, hiu(?) Spinku(?).
Översättning till nusvenska:
Ätte ristade denna sten efter Atte, Spinkas träl.